# Chomérac
Chomérac är en kommun i departementet Ardèche i regionen Auvergne-Rhône-Alpes i sydöstra Frankrike. Kommunen ligger  i kantonen Chomérac som ligger i arrondissementet Privas. År 2022 hade Chomérac 3 094 invånare.

## Befolkningsutveckling
Antalet invånare i kommunen Chomérac
Referens: INSEE